# Auguste de Florisone

Portret van Auguste de Florisone door François Böhm.

François Marie Auguste de Florisone (Gent, 9 september 1793 - Sint-Joost-ten-Node, 27 februari 1845) was een Belgisch volksvertegenwoordiger.

## Levensloop
Jonkheer Auguste Florisone was een zoon van Joseph Florisone en van Charlotte Walwein. Zijn vader had in 1791 opname in de adel verkregen vanwege keizer Leopold II. 
Auguste trouwde met Elisabeth Mazeman de Couthove, dochter van Jacques de Couthove, burgemeester van Poperinge, en ze hadden drie kinderen. In 1829 verkreeg hij adelserkenning en mocht hij het partikel de voor zijn naam toevoegen, evenals een wapenspreuk onder zijn wapenschild aanbrengen, dat luidde: Nullus sine flore fructus.
Hij was de vader van volksvertegenwoordiger Léon de Florisone en de schoonbroer van Jules Mazeman de Couthove.
In juni 1837 werd hij verkozen tot katholiek volksvertegenwoordiger voor het arrondissement Ieper en vervulde dit mandaat tot in 1845.